# Éloy d'Amerval
Eloy d'Amerval (ou Eloy) est un compositeur et poète (fl. 1455-1508 ou après), peut-être né à Amerval ou à Béthune, selon ses dires.

## Biographie
Il apparaît tout d'abord en tant que chantre, tenant la partie de ténor, à la cour de Savoie, à partir de 1455, sous les ordres du compositeur Guillaume Dufay. Puis on le retrouve au château de Blois, au service du prince et poète Charles d'Orléans, de 1464 à 1465. Il fut ensuite maître du chœur et « maître des enfants de chœur » (maître de chapelle) de la collégiale Saint-Aignan d'Orléans (attesté en 1468 et 1471). Il semble que dans le courant des années 1470 (vers 1474-1475 ?), il ait travaillé pour la cour des Sforza, à Milan. En 1480, il était maître du chœur de l'église Saint-Hilaire le Grand, à Poitiers.
De retour à Orléans (cathédrale Sainte-Croix), de 1482 à 1484, il écrivit des motets, chantés sur un texte double (latin et français), créés le 8 mai 1483, pour la fête de la ville, célébration annuelle de la délivrance d'Orléans du siège des anglais, le 8 mai 1429 par Jeanne d'Arc. Ces motets furent entendus jusqu'au milieu du XVIIe siècle (1646), au moins. Les textes ont été conservés, mais la musique est actuellement perdue.
Outre cela, il reste de lui une messe polyphonique, à 5 voix, Dixerunt discipuli, basée sur l'antienne du Psaume 62 (secondes vêpres de l'Office de Saint-Martin de Tours). Très classiquement pour l'époque, la mélodie de l'antienne, traitée en cantus firmus, est placée au ténor (selon le principe de la messe à teneur). La date de composition de l'œuvre est inconnue, mais il est clair qu'elle l'a été avant 1473 (peut-être vers 1465, à l'époque où l'auteur chantait à la cour de Blois ?). De lui on a aussi conservé un long poème, de plus de 20 000 octosyllabes, le Livre de la deablerie (diablerie), qu'il entama en 1497 approximativement avant de le publier à Paris en 1508.
Évoquant la messe d'Eloy en 1473, le compositeur et théoricien d'origine brabançonne Johannes Tinctoris (orléanais de 1460 à 1465) déclare son auteur : « in modis doctissimus », c'est-à-dire « très savant dans les modes » (dans le cas présent, les modes rythmiques). L'un et l'autre sont des représentants de l'école franco-flamande, qui dominait la musique de l'Europe occidentale à cette époque.
Le 18 janvier 1505, prêtre à Châteaudun, Eloy d'Amerval est désigné comme exécuteur testamentaire par son fils, Guillaume d'Amerval.
Une dizaine d'années après la publication du Livre de la deablerie, le compositeur Pierre Moulu donne encore le nom d'« Eloy », parmi ceux d'autres musiciens, dans le texte d'un motet à quatre voix : Mater floreat, œuvre qui apparaît, pour nous, dans un manuscrit offert à Laurent II de Médicis, à l'occasion de son mariage en 1518.